# Diospyros katendei
Diospyros katendei är en tvåhjärtbladig växtart som beskrevs av Bernard Verdcourt. Diospyros katendei ingår i släktet Diospyros och familjen Ebenaceae. Inga underarter finns listade i Catalogue of Life.